# Liquid Tension Experiment
Liquid Tension Experiment – amerykańska supergrupa muzyczna wykonująca instrumentalny progresywny heavy metal z wpływami fusion. Pochodnymi grupy są projekty Liquid Trio Experiment i Liquid Trio Experiment 2.

## Historia
Grupa powstała z inicjatywy Mike'a Portnoya w 1997 roku w Nowym Jorku, sam pomysł zrodził się natomiast około 1996 roku, kiedy to Portnoy podjął próbę stworzenia zespołu własnych wyobrażeń muzycznych, z powstałej listy muzyków wybrał wirtuoza gitary basowej Tony’ego Levina, pianistę Jordana Rudessa oraz swego wieloletniego przyjaciela gitarzystę Johna Petrucciego.
Ciekawostką jest fakt, iż tym ostatnim miał być Darrell „Dimebag” Abbott – gitarzysta grupy Pantera, ten jednak nie wyraził zainteresowania projektem.
Grupa zrealizowała początkowo dwa albumy studyjne w 1998, 1999 roku zarejestrowane w nowojorskich Bear Tracks Studios. W 1998 roku na kasecie VHS ukazał się natomiast materiał Mike’a Portnoya zatytułowany Liquid Drum Theater, na którym przedstawiony jest zapis ścieżek perkusyjnych oraz fragmenty koncertów grupy LTE, album został wydany ponownie już jako płyta DVD w 2000 roku, poszerzony o nagrania Mike'a Portnoya wraz z grupą Dream Theater.
23 października 2007 roku ukazało się wydawnictwo sygnowane Liquid Trio Experiment z albumem zatytułowanym Spontaneous Combustion. Album ten zawiera nagrania zrealizowane podczas sesji nagraniowej drugiego albumu Liquid Tension Experiment bez udziału gitarzysty Johna Petrucciego, który opuścił studio w związku z porodem jego małżonki Reny. Utwory wydane na albumie są improwizowane bez poprzedzającego wydania album miksowania stąd „surowe” brzmienie utworów.
Po 22 latach od wydania drugiego pełnometrażowego albumu, dnia 16 kwietnia 2021 roku nakładem wytwórni Inside Out, ukazało się trzecie studyjne wydawnictwo spod szyldu Liquid Tension Experiment zatytułowane 3 (zarejestrowane w tym samym studio co dwie poprzednie). Premiera została przesunięta z planowanej wcześniej daty 26 marca 2021 r..
Tłumaczona obecnością (ówcześnie) aż trzech muzyków projektu w grupie Dream Theater działalność LTE została zawieszona. 
Latem 2008 grupa powróciła na kilka specjalnych koncertów w USA. Odbyły się one z okazji dziesiątej rocznicy wydania pierwszego albumu.
W grudniu 2020 grupa ogłosiła powrót, nie wiadomo jednak, czy to utworzenie regularnego zespołu, czy powrót na potrzebę wydania płyty.

## Dyskografia
- Liquid Tension Experiment (1998)
- Liquid Tension Experiment 2 (1999)
- Spontaneous Combustion (jako Liquid Trio Experiment, 2007)[8]
- Liquid Tension Experiment Live 2008 - Limited Edition Boxset (2009)
- Liquid Tension Experiment Live in NYC (2009)
- Liquid Tension Experiment Live in LA (2009)
- When the Keyboard Breaks: Live in Chicago (jako Liquid Trio Experiment 2, 2009)[9]
- Liquid Tension Experiment 3 (2021)